# Powelliphanta rossiana
Powelliphanta rossiana е вид коремоного от семейство Rhytididae.

## Разпространение
Видът е ендемичен за Южния остров на Нова Зеландия.